# Enicmus atriceps
Enicmus atriceps is een keversoort uit de familie schimmelkevers (Latridiidae). De wetenschappelijke naam van de soort werd in 1962 gepubliceerd door Hansen.